# Liesingberg
Der Liesingberg ist ein 869 m ü. A. hoher Berg über Sankt Michael in Obersteiermark.

## Lage und Landschaft
Der Gipfel ist der Bergsporn der Seckauer Tauern zwischen dem Murtal und dem Liesingtal. Am Bergfuß liegen der Ort Liesingtal mit dem Bahnhof St. Michael, der Ort Sankt Michael mit dem Autobahn-/Schnellstraßenknoten St. Michael (A9/S6/S36), St. Walpurga und der Ort Brunn. Nördlich erhebt sich nach der Einsattelung beim Königbauer der Schwarzkogel (1171 m ü. A.), mit dem Sender Liesingberg.
Am Gipfel grenzt das St.-Michaeler Gemeindegebiet an das von Traboch.

## Geologie
Der Gipfel besteht aus Triebensteinkalk aus dem Karbon, an der Nordflanke Sandsteinen. Diese Formationen gehören zur Veitscher Decke, und damit wie die ganze rechte Talseite der unteren Liesing zum System der Eisenerzer Alpen und der Grauwackenzone, nicht zum Kristallin der Zentralalpen der Niederen Tauern.
Der Kalk wurde bei Liesingtal kleinräumiger abgebaut, die Brüche sind verwachsen. Nördlich im Sattel liegen Marmore.

## Geschichte
Im August 2000 stürzte hier eine Kleinmaschine ab, die am Flugplatz Timmersdorf gestartet war.